# Jリーグ A GOGO!!
『Jリーグ A GOGO!!』（ジェイリーグ・ア・ゴーゴー）は、1993年4月から1996年9月までテレビ朝日で放送されていた生放送のサッカー関連の情報番組である。

## 概要
Jリーグ開幕直前の時期にスタート。番組は週末のJリーグの試合結果や海外のサッカー情報などを伝えていた。また、選手を生出演させてインタビューをする企画もあった。
当初は日曜18:30枠で放送の全国ネット番組だったが、1年後に日曜正午枠のローカルセールス枠へ移動して拡大。1996年度には日曜未明枠（土曜深夜）へ移動し、番組はこの年のシーズン終了を待たずして終了した。

## 放送時間
| 期間    | 期間    | 放送曜日 | 放送時間（日本時間）  | 備考                                                                 |
| ------- | ------- | -------- | --------------------- | -------------------------------------------------------------------- |
| 1993.04 | 1994.03 | 日曜     | 18:30 - 18:55（25分） | 朝日放送など一部の系列局はこの時期のみネット。                       |
| 1994.04 | 1994.09 | 日曜     | 12:00 - 12:45（45分） | ローカルセールス枠での放送。長野朝日放送と名古屋テレビは同時ネット。 |
| 1994.10 | 1996.03 | 日曜     | 12:00 - 12:55（55分） | 同上。放送枠が10分拡大。                                             |
| 1996.04 | 1996.09 | 日曜     | 01:10 - 01:40（30分） | 土曜深夜。                                                           |

## 出演者

### 司会
- うじきつよし（1993年4月 - 1994年9月） → 朝岡聡（当時テレビ朝日アナウンサー、1994年10月 - 1996年9月）
- 鈴木杏樹（1993年4月 - 1995年3月） → 山内木の実（1995年4月 - 1996年9月）

### その他の出演者
- セルジオ越後（日本サッカー協会強化委員）
- 富樫洋一
- 大下容子（テレビ朝日アナウンサー）
- 清水圭 - 月に1回出演。

## テーマ曲
- 刹那さを消せやしない（T-BOLAN） - 日曜夕方時代のテーマ曲。
- Ready or not （FEEL SO BAD）
- for dear （黒夢）
- 明日のStory （MANISH）
- 夢だけじゃ終わらない（須藤あきら）
- 抱いて…抱きしめて（KIX-S）
- 遥かなる哀しみの果て（REDIEAN;MODE）
- Fly So High （松田樹利亜）
- NAKED BLUE （CRAZE）
- 太陽が燃えている（THE YELLOW MONKEY）
- after （Eins:Vier）

## 関連番組
- やべっちFC〜日本サッカー応援宣言〜 - 2002年4月から18年半に亘って同じくテレビ朝日で放送されていたサッカー情報番組。
- ラブ!!Jリーグ - テレビ朝日で現在放送されているサッカー情報番組。

| テレビ朝日系列 日曜18:30枠                                                                                             | テレビ朝日系列 日曜18:30枠                  | テレビ朝日系列 日曜18:30枠                                                                                              |
| 前番組 | 番組名                                      | 次番組 |
| --- | ------------------------------------------- | --- |
| 素顔がいいね （1992年9月20日 - 1993年3月28日）                                                                         | Jリーグ A GOGO!! （1993年4月 - 1994年3月）  | 謎ジパング あなたの知らない日本 （1994年4月3日 - 1995年3月26日）                                                        |
| テレビ朝日 日曜12:00枠                                                                                                 |                                             | |
| GAHAHAキング 爆笑王決定戦 （1993年10月3日 - 1994年3月27日） ※改題して日曜0:30枠（土曜深夜）へ移動                      | Jリーグ A GOGO!! （1994年4月 - 1996年3月）  | AHERA （1996年4月7日 - 1996年9月29日） ※12:00 - 12:55                                                                   |
| テレビ朝日 日曜12:45枠                                                                                                 |                                             | |
| 新婚さんいらっしゃい! （1975年4月6日 - 1994年9月25日） 【朝日放送制作】 ※12:45 - 13:15、10分繰り下げて継続             | Jリーグ A GOGO!! （1994年10月 - 1996年3月） | AHERA （1996年4月7日 - 1996年9月29日） ※12:00 - 12:55                                                                   |
| テレビ朝日 日曜1:10枠（土曜深夜）                                                                                      |                                             | |
| GAHAHA王国 （1994年4月3日 - 1995年10月1日） ↓ カーグラフィックTV （1995年10月8日 - 1996年3月31日） ※10分繰り下げて継続 | Jリーグ A GOGO!! （1996年4月 - 1996年9月）  | カーグラフィックTV （1996年10月6日 - 1997年3月30日） ※0:58 - 1:28、18分繰り下げ ↓ リングの魂 （1997年4月6日 - 9月28日） |